# Boni Petrunowa
Boni Rajkowa Petrunowa (auch Boni Raikova Petrunova, bulgarisch Бони Райкова Петрунова; * 15. Oktober 1954 in Arda, Gemeinde Smoljan, Bulgarien) ist eine bulgarische Archäologin, Historikerin und seit 2017 Direktorin des Nationalen Historischen Museums in Sofia.

## Leben
Boni Petrunowa wurde am 15. Oktober 1954 in dem Rhodopendorf Arda unweit von Smoljan, Südbulgarien, geboren. 1980 absolvierte sie ihr Studium der Geschichte, der Bulgarischen Philologie und Literatur (Bulgaristik) sowie Archäologie an der Universität Sofia. In den nächsten drei Jahren arbeitete sie als Inspektorin für Kulturdenkmäler in der Gemeinde Dalgopol. Von 1984 bis 1988 arbeitete Petrunowa als Reiseführerin im Nationalen Historischen Museum in der bulgarischen Hauptstadt Sofia. Von 1988 bis 1996 war sie als Spezialistin am Nationalen Archäologischen Institut mit Museum der Bulgarischen Akademie der Wissenschaften tätig, wo sie bereits im ersten Jahr die archäologische Karte, eine Datenbank für alle in bulgarischen Museen befindlichen archäologischen Artefakte, initiiert.
1996 schloss Petrunowa erfolgreich ihre Promotion zum Thema Bestattungsrituale und Riten in den bulgarischen Ländern im 15.-17. Jahrhundert (auf Basis der Christlichen Nekropolen) (bulgarisch Погребални обичаи и обреди в българските земи през ХV – ХVІІ в. (по данни от християнските некрополи)) in Geschichtswissenschaft ab.
Zwischen 2011 und 2014 war Petrunowa Stellvertretende Direktorin des Nationalen archäologischen Museums. Ab 2014 war sie unter Weschdi Raschidow stellvertretende Kulturministerin mit dem Resort Nationales Kulturerbe Im Zweiten Kabinett von Bojko Borissow.
2017 wurde Boni Petrunowa Direktorin des bulgarischen Nationalen Historischen Museums in Sofia. Sie folgte auf dieser Position Boschidar Dimitrow.
Weiter ist Petrunowa Honorardozentin an der Universität in Plowdiw, in Schumen und an der Neuen Bulgarischen Universität. 
Ihr Forschungsinteresse gilt dem Festungsbau, religiösen Riten sowie der Kultur im Spätmittelalter, der Zeit des Zweiten Bulgarischen und Osmanischen Reiches. Als Autorin hat Petrunowa mehr als 200 Monographien, Artikel und Bücher publiziert. Sie leitete mehr als 70 archäologische Ausgrabungen und Untersuchungen, darunter die zu den Festungen Ljutiza, Kaliakra, Urwitsch, Zepina, Chotalitsch, und publizierte die Ergebnisse.
Der Archäologe Filip Petrunow (* 1983) ist ihr Sohn.

## Veröffentlichungen (Auswahl)
- Оброци и оброчни места в Знеполе, Бурел и Годеч in В Свети места в Годечко, Драгоманско и Трънско, Hrsg. zusammen mit Waleri Grigorow und Nadja Manolowa-Nikolowa, Sofia 2001
- Die Spätmittelalterliche Nekropole von Kap Tschirakman (aus dem Bulg. Късносредновековния некропол на нос Чиракман)
- Frühe Monumente der osmanischen sakralen Architektur in den bulgarischen Ländern (aus dem Bulg. Ранни паметници на османската култова архитектура в българските земи), Verlag der Bulgarischen Akademie der Wissenschaften Marin Drinow, 2005
- The Treasures of Bulgaria, Verlag Svetovna Biblioteka, 2018, ISBN 9789545742149
- The Treasure from the Kaliakra Fortress: The Tatar Loot, Verlag Unicart, 2020

- Neue archäologische Untersuchungen in der Gegend von Karnobat (aus dem Bulg. Нови археологически проучвания в карнобатския край), Artikel in der Zeitung Karnobatska prawda, 3. Januar 1990
- Das Krypta-Christentum und der religiöse Synkretismus auf der Balkanhalbinsel (aus dem Bulg. Криптохристиянство и религиозен синкретизъм на Балканите) Artikel in der Zeitung Zora, 42. Ausgabe vom 15. November 1994
- Die Nekropole in der Gegend Lateinische Gräber, (aus dem Bulg. Античният некропол в м. “Латински гробища”), Artikel in der Zeitung Oboritsche, 3. Februar 1995
- Die mittelalterliche bulgarische Stadt (aus dem Bulg. Българският средновековен град), Artikel in der Zeitung Balgarski pisatel, Mai 1995